# Église de Nakkila
L'église de Nakkila (en finnois : Nakkilan kirkko) est une église située à Nakkila en Finlande.

## Présentation
L'église de Nakkila est la première église de style fonctionnaliste en Finlande et elle fait partie des églises les plus significatives du modernisme avec les églises de Kannonkoski, Rajamäki et de Varkaus. 
À l'époque de sa construction, elle diffère radicalement de l'architecture traditionnelle des églises et provoque de nombreux débats,.
L'église de Nakkila est monument protégé depuis 2004 et le Museovirasto l'a classée parmi les Sites culturels construits d'intérêt national.
Le Docomomo l'a inscrite dans sa liste des monuments significatifs de l'architecture moderne finlandaise.
La salle paroissiale, construite en 1970 à proximité de l'église, est conçue par Juha Leiviskä.

## Galerie

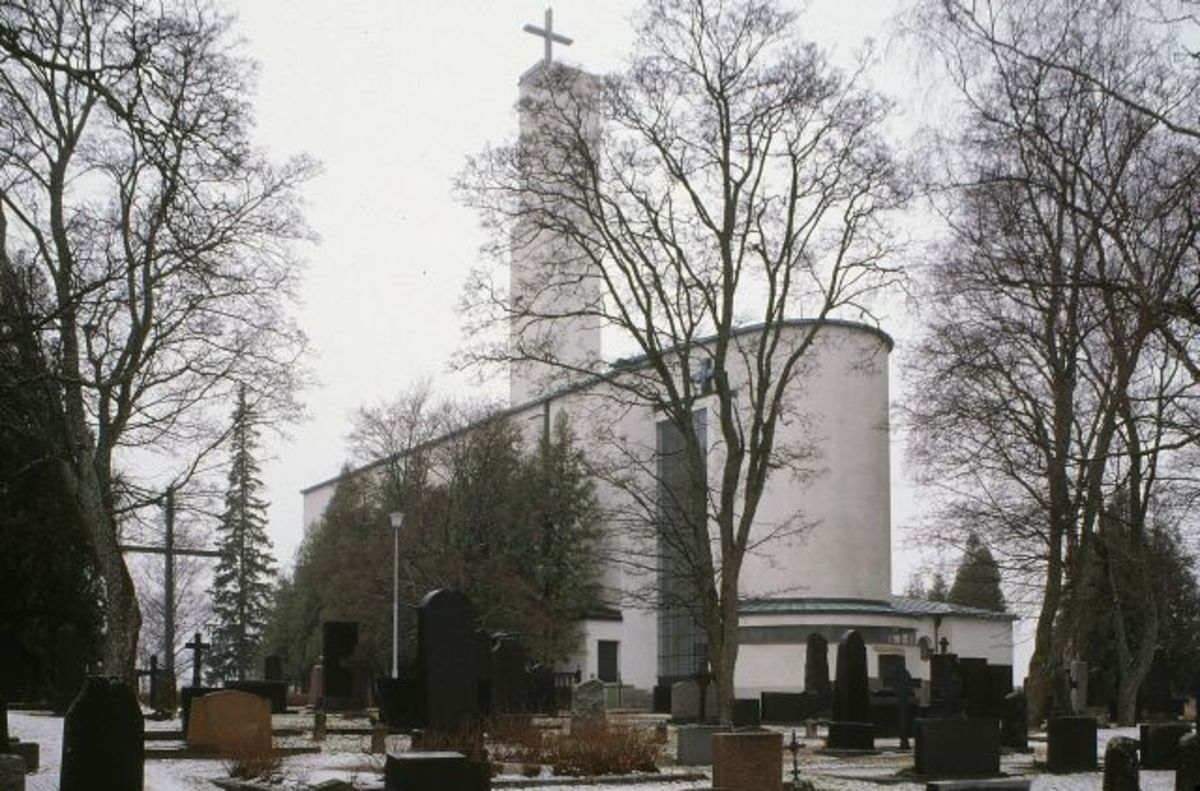
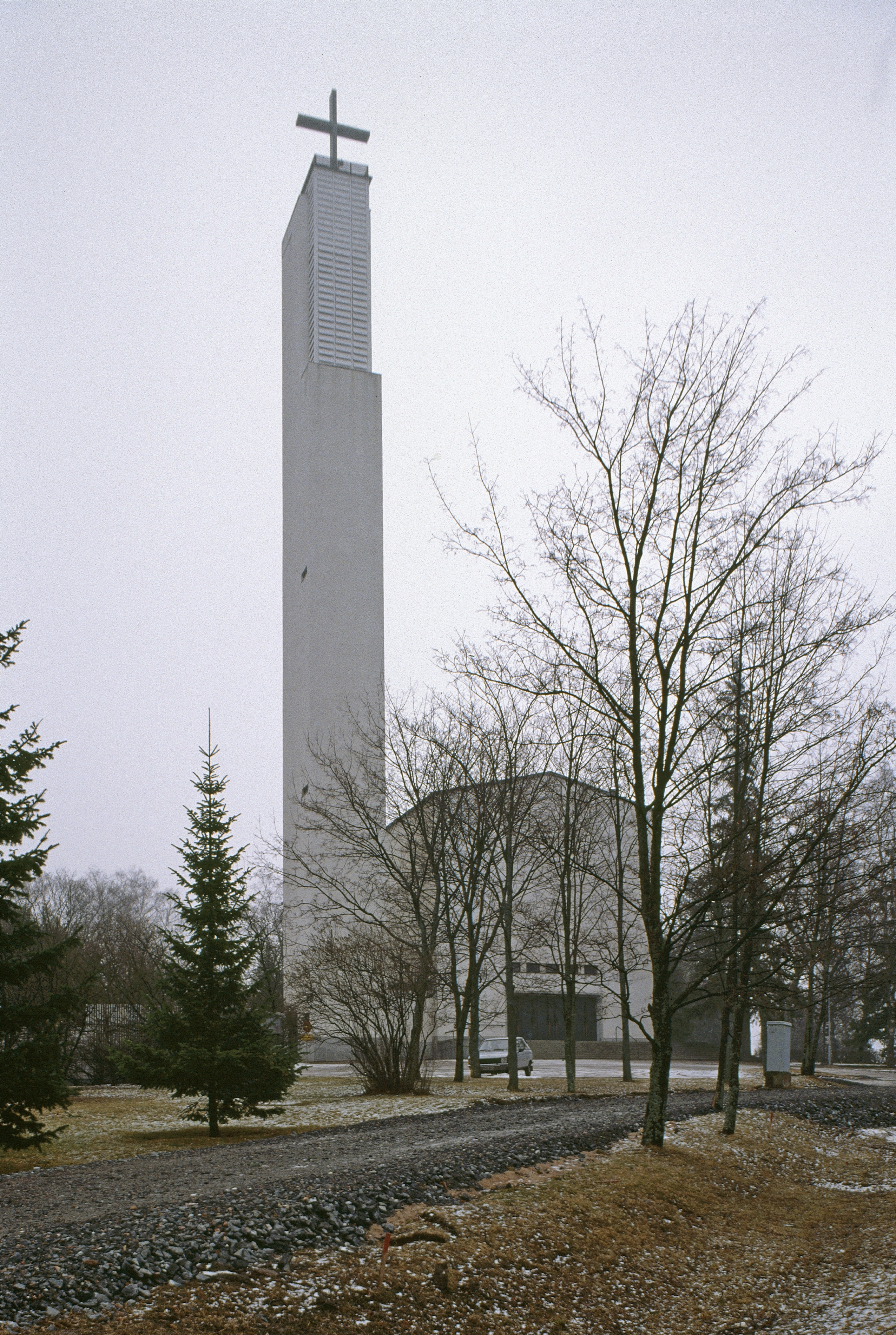
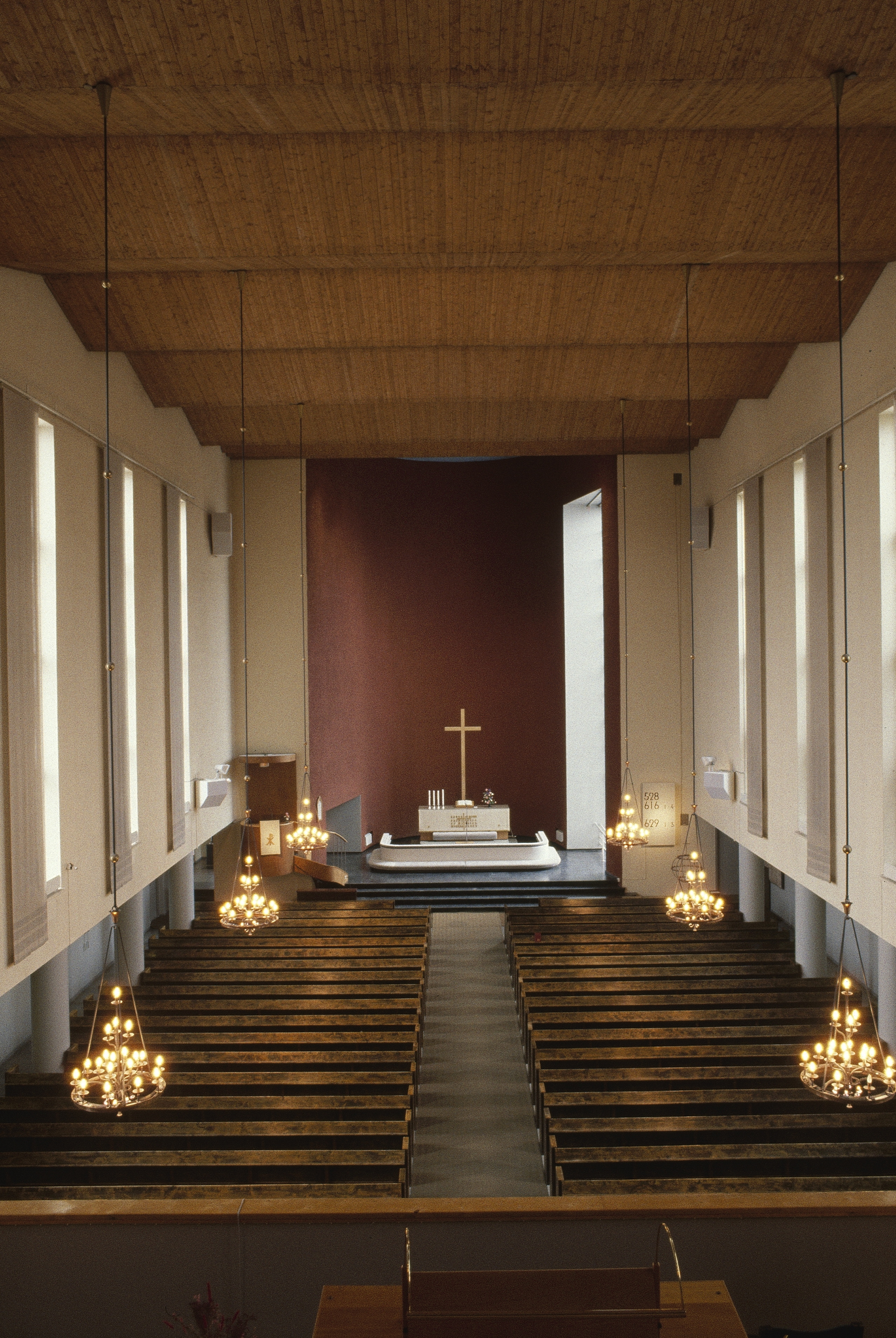
La nef.